# Ginebra (Kolumbien)
Ginebra ist eine Gemeinde (Municipio) im Departamento Valle del Cauca in Kolumbien.

## Geographie
Ginebra liegt in der Subregion Centro in Valle del Cauca. An die Gemeinde grenzen im Nordwesten Guacarí, im Nordosten Buga und im Süden und Westen El Cerrito.

## Bevölkerung
Die Gemeinde Ginebra hat 21.815 Einwohner, von denen 10.843 im städtischen Teil (cabecera municipal) der Gemeinde leben (Stand 2019).

## Persönlichkeiten
- Miguel Calero (1971–2012), Fußballspieler